# لیان ویتالی
لیان ویتالی (انگلیسی: Leon Vitali؛ زادهٔ ۲۶ ژوئیهٔ ۱۹۴۸ – درگذشتهٔ ۱۹ اوت ۲۰۲۲) بازیگر اهل بریتانیا بود.
از فیلم‌ها یا سریال‌های تلویزیونی که وی در آن نقش داشته‌است می‌توان به داستان تراژدیک هملت - شاهزاده دانمارک، چشمان کاملاً بسته، بری لیندون، استنلی کوبریک: یک زندگی در تصاویر و بچه‌های کوچک اشاره کرد.